# Thomas Chung An-zu
Thomas Chung An-zu (chiń. 鐘安住; pinyin Zhōng Ānzhù; ur. 7 sierpnia 1952 w Yunlin) – tajwański duchowny rzymskokatolicki, od 2020 arcybiskup metropolita Tajpej.

## Życiorys
Święcenia kapłańskie przyjął 26 grudnia 1981 i został inkardynowany do diecezji Tainan. Był m.in. rektorem niższego seminarium, wykładowcą, ojcem duchownym oraz rektorem seminarium regionalnego w Tajpej, a także kapelanem na uniwersytecie Fu Jen w tymże mieście.
31 października 2006 został mianowany biskupem pomocniczym Tajpej ze stolicą tytularną Munatiana, zaś 30 grudnia 2006 przyjął sakrę biskupią.
24 stycznia 2008 papież Benedykt XVI mianował go biskupem Jiayi.
23 maja 2020 otrzymał nominację na arcybiskupa Tajpej, zaś 18 lipca 2020 kanonicznie objął urząd.